# NBA Western Conference
La Western Conference è una delle due conference che compongono la NBA, l'altra conference è la Eastern Conference. La Western Conference raggruppa le squadre appartenenti agli stati occidentali degli Stati Uniti d'America. La conference è composta da 15 squadre, suddivise a loro volta in tre division, ognuna composta da 5 squadre.
Prima della sua creazione, le squadre erano divise tra Eastern Division e Western Division.
L'attuale suddivisione delle division è stata adottata a partire dalla stagione 2004-2005, quando gli Charlotte Hornets sono diventati la trentesima squadra NBA. Si è reso quindi necessario lo spostamento dei New Orleans Hornets dalla Central Division, appartenente alla Eastern Conference, alla nuova Southwest Division, parte della Western Conference.

## Classifica attuale
| Western Conference | Western Conference      | Western Conference | Western Conference | Western Conference | Western Conference | Western Conference |
| #                  | Squadra                 | V                  | S                  | V%                 | PR                 | PG                 |
| ------------------ | ----------------------- | ------------------ | ------------------ | ------------------ | ------------------ | ------------------ |
| 1                  | y – Oklahoma Thunder *  | 67                 | 14                 | .827               | –                  | 81                 |
| 2                  | y – Houston Rockets *   | 52                 | 29                 | .642               | 15,0               | 81                 |
| 3                  | y – L.A. Lakers *       | 50                 | 32                 | .610               | 17,5               | 82                 |
| 4                  | x – Denver Nuggets      | 50                 | 32                 | .610               | 17,5               | 82                 |
| 5                  | x – L.A. Clippers       | 50                 | 32                 | .610               | 17,5               | 82                 |
| 6                  | x – Minnesota T'wolves  | 49                 | 33                 | .598               | 18,5               | 82                 |
|                    |                         |                    |                    |                    |                    |                    |
| 7                  | p – G.S. Warriors       | 48                 | 34                 | .585               | 19,5               | 82                 |
| 8                  | p – Memphis Grizzlies   | 48                 | 34                 | .585               | 19,5               | 82                 |
| 9                  | p – Sacramento Kings    | 40                 | 42                 | .488               | 27,5               | 82                 |
| 10                 | p – Dallas Mavericks    | 39                 | 43                 | .476               | 28,5               | 82                 |
|                    |                         |                    |                    |                    |                    |                    |
| 11                 | e – Phoenix Suns        | 36                 | 46                 | .439               | 31,5               | 82                 |
| 12                 | e – Portland T. Blazers | 36                 | 46                 | .439               | 31,5               | 82                 |
| 13                 | e – San Antonio Spurs   | 33                 | 47                 | .413               | 33,5               | 80                 |
| 14                 | e – N.O. Pelicans       | 21                 | 61                 | .256               | 46,5               | 82                 |
| 15                 | e – Utah Jazz           | 17                 | 65                 | .207               | 50,5               | 82                 |

Note:
- z – Fattore campo per gli interi playoff
- c – Fattore campo per le finali di Conference
- y – Campione della division
- x – Qualificata ai playoff
- o – Eliminata dai playoff
- * – Leader della division

| Northwest Division      | V  | S  | V%   | PR   | Casa  | Trasf | Div  | PG |
| ----------------------- | -- | -- | ---- | ---- | ----- | ----- | ---- | -- |
| y – Oklahoma Thunder    | 67 | 14 | .827 | 0,0  | 35–6  | 32–8  | 12-4 | 81 |
| x – Denver Nuggets      | 50 | 32 | .610 | 17,5 | 26–15 | 24–17 | 8-8  | 82 |
| x – Minnesota T'wolves  | 49 | 33 | .598 | 18,5 | 25–16 | 24–17 | 11-5 | 82 |
| e – Portland T. Blazers | 36 | 46 | .439 | 31,5 | 22–19 | 14–27 | 6-10 | 82 |
| e – Utah Jazz           | 17 | 65 | .207 | 50,5 | 10–31 | 7–34  | 3-13 | 82 |

| Southwest Division    | V  | S  | V%   | PR   | Casa  | Trasf | Div  | PG |
| --------------------- | -- | -- | ---- | ---- | ----- | ----- | ---- | -- |
| y – Houston Rockets   | 52 | 29 | .642 | 15,0 | 29–12 | 23–17 | 13-3 | 81 |
| p – Memphis Grizzlies | 48 | 34 | .585 | 19,5 | 26–15 | 22–19 | 11-5 | 82 |
| p – Dallas Mavericks  | 39 | 43 | .476 | 28,5 | 22–18 | 17–25 | 8-8  | 82 |
| e – San Antonio Spurs | 33 | 47 | .413 | 33,5 | 20–20 | 13–27 | 5-11 | 80 |
| e – N.O. Pelicans     | 21 | 61 | .256 | 46,5 | 14–27 | 7–34  | 3-13 | 82 |

| Pacific Division     | V  | S  | V%   | PR   | Casa  | Trasf | Div  | PG |
| -------------------- | -- | -- | ---- | ---- | ----- | ----- | ---- | -- |
| y – L.A. Lakers      | 50 | 32 | .610 | 17,5 | 31–10 | 19–22 | 12-4 | 82 |
| x – L.A. Clippers    | 50 | 32 | .610 | 17,5 | 30–11 | 20–21 | 9-7  | 82 |
| p – G.S. Warriors    | 48 | 34 | .585 | 19,5 | 24–17 | 24–17 | 5-11 | 82 |
| p – Sacramento Kings | 40 | 42 | .488 | 27,5 | 20–21 | 20–21 | 5-11 | 82 |
| e – Phoenix Suns     | 36 | 46 | .439 | 31,5 | 24–17 | 12–29 | 9-7  | 82 |

## Squadre
| Squadra                | Division  | Città, Stato              | Anno       | Da                 |
| Squadra                | Division  | Città, Stato              | Iscrizione | Iscrizione         |
| ---------------------- | --------- | ------------------------- | ---------- | ------------------ |
| Dallas Mavericks       | Southwest | Dallas, Texas             | 1980–oggi  | —                  |
| Denver Nuggets         | Northwest | Denver, Colorado          | 1976–oggi  | ABA+               |
| Golden State Warriors  | Pacific   | San Francisco, California | 1970–oggi  | Western Division   |
| Houston Rockets        | Southwest | Houston, Texas            | 1970–oggi  | Western Division   |
| Los Angeles Clippers   | Pacific   | Los Angeles, California   | 1978–oggi  | Eastern Conference |
| Los Angeles Lakers     | Pacific   | Los Angeles, California   | 1970–oggi  | Western Division   |
| Memphis Grizzlies      | Southwest | Memphis, Tennessee        | 1995–oggi  | —                  |
| Minnesota Timberwolves | Northwest | Minneapolis, Minnesota    | 1989–oggi  | —                  |
| New Orleans Pelicans   | Southwest | New Orleans, Louisiana    | 2004–oggi  | Eastern Conference |
| Oklahoma City Thunder  | Northwest | Oklahoma City, Oklahoma   | 1970–oggi  | Western Division   |
| Phoenix Suns           | Pacific   | Phoenix, Arizona          | 1970–oggi  | Western Division   |
| Portland Trail Blazers | Northwest | Portland, Oregon          | 1970–oggi  | —                  |
| Sacramento Kings       | Pacific   | Sacramento, California    | 1972–oggi  | Eastern Conference |
| San Antonio Spurs      | Southwest | San Antonio, Texas        | 1980–oggi  | Eastern Conference |
| Utah Jazz              | Northwest | Salt Lake City, Utah      | 1979–oggi  | Eastern Conference |

### Squadre del passato
| Squadra           | Città, Stato              | Anno       | Da                 | Anno      | A                  | Conference attuale |
| Squadra           | Città, Stato              | Iscrizione | Iscrizione         | Abbandono | Abbandono          | Conference attuale |
| ----------------- | ------------------------- | ---------- | ------------------ | --------- | ------------------ | ------------------ |
| Charlotte Hornets | Charlotte, North Carolina | 1989       | Eastern Conference | 1990      | Eastern Conference | Eastern Conference |
| Chicago Bulls     | Chicago, Illinois         | 1970       | Western Division   | 1980      | Eastern Conference | Eastern Conference |
| Detroit Pistons   | Detroit, Michigan         | 1970       | Eastern Division   | 1978      | Eastern Conference | Eastern Conference |
| Indiana Pacers    | Indianapolis, Indiana     | 1976       | ABA+               | 1979      | Eastern Conference | Eastern Conference |
| Miami Heat        | Miami, Florida            | 1988       | —*                 | 1989      | Eastern Conference | Eastern Conference |
| Milwaukee Bucks   | Milwaukee, Wisconsin      | 1970       | Eastern Division   | 1980      | Eastern Conference | Eastern Conference |
| Orlando Magic     | Orlando, Florida          | 1990       | Eastern Conference | 1991      | Eastern Conference | Eastern Conference |

Note
- *  indica una nuova squadra.
- +  indica una squadra che proviene dalla ABA a seguito della fusione con l'NBA del 1976.

### Cronistoria delle squadre
|  | Indica una squadre che fa ancora parte della conference |
|  | Indica una squadre che ha abbandonato la conference     |

## Albo d'oro
| Grassetto | Squadra vincitrice delle NBA Finals |
| ^         | Miglior record della stagione       |

| Stagione | Squadra                | Record | NBA Finals              |
| -------- | ---------------------- | ------ | ----------------------- |
| 1970–71  | Milwaukee Bucks^       | 66–16  | Vinte le NBA Finals 4–0 |
| 1971–72  | Los Angeles Lakers^    | 69–13  | Vinte le NBA Finals 4–1 |
| 1972–73  | Los Angeles Lakers     | 60–22  | Perse le NBA Finals 1–4 |
| 1973–74  | Milwaukee Bucks^       | 59–23  | Perse le NBA Finals 3–4 |
| 1974–75  | Golden State Warriors  | 59–23  | Vinte le NBA Finals 4–0 |
| 1975–76  | Phoenix Suns           | 52–30  | Perse le NBA Finals 2–4 |
| 1976–77  | Portland Trail Blazers | 49–33  | Vinte le NBA Finals 4–2 |
| 1977–78  | Seattle SuperSonics    | 46–36  | Perse le NBA Finals 3–4 |
| 1978–79  | Seattle SuperSonics    | 52–30  | Vinte le NBA Finals 4–1 |
| 1979–80  | Los Angeles Lakers     | 60–22  | Vinte le NBA Finals 4–2 |
| 1980–81  | Houston Rockets        | 40–42  | Perse le NBA Finals 2–4 |
| 1981–82  | Los Angeles Lakers     | 57–25  | Vinte le NBA Finals 4–2 |
| 1982–83  | Los Angeles Lakers     | 58–24  | Perse le NBA Finals 0–4 |
| 1983–84  | Los Angeles Lakers     | 54–28  | Perse le NBA Finals 3–4 |
| 1984–85  | Los Angeles Lakers     | 62–20  | Vinte le NBA Finals 4–2 |
| 1985–86  | Houston Rockets        | 51–31  | Perse le NBA Finals 2–4 |
| 1986–87  | Los Angeles Lakers^    | 65–17  | Vinte le NBA Finals 4–2 |
| 1988–89  | Los Angeles Lakers     | 57–25  | Perse le NBA Finals 0–4 |

| Stagione | Squadra                | Record | NBA Finals              |
| -------- | ---------------------- | ------ | ----------------------- |
| 1987–88  | Los Angeles Lakers^    | 62–20  | Vinte le NBA Finals 4–3 |
| 1989–90  | Portland Trail Blazers | 59–23  | Perse le NBA Finals 1–4 |
| 1990–91  | Los Angeles Lakers     | 58–24  | Perse le NBA Finals 1–4 |
| 1991–92  | Portland Trail Blazers | 57–25  | Perse le NBA Finals 2–4 |
| 1992–93  | Phoenix Suns^          | 62–20  | Perse le NBA Finals 2–4 |
| 1993–94  | Houston Rockets        | 58–24  | Vinte le NBA Finals 4–3 |
| 1994–95  | Houston Rockets        | 47–35  | Vinte le NBA Finals 4–0 |
| 1995–96  | Seattle SuperSonics    | 64–18  | Perse le NBA Finals 2–4 |
| 1996–97  | Utah Jazz              | 64–18  | Perse le NBA Finals 2–4 |
| 1997–98  | Utah Jazz^             | 62–20  | Perse le NBA Finals 2–4 |
| 1998–99  | San Antonio Spurs^     | 37–13  | Vinte le NBA Finals 4–1 |
| 1999–00  | Los Angeles Lakers^    | 67–15  | Vinte le NBA Finals 4–2 |
| 2000–01  | Los Angeles Lakers     | 56–26  | Vinte le NBA Finals 4–1 |
| 2001–02  | Los Angeles Lakers     | 58–24  | Vinte le NBA Finals 4–0 |
| 2002–03  | San Antonio Spurs^     | 60–22  | Vinte le NBA Finals 4–2 |
| 2003–04  | Los Angeles Lakers     | 56–26  | Perse le NBA Finals 1–4 |
| 2004–05  | San Antonio Spurs      | 59–23  | Vinte le NBA Finals 4–3 |
| 2005–06  | Dallas Mavericks       | 60–22  | Perse le NBA Finals 2–4 |

| Stagione | Squadra                | Record | NBA Finals               |
| -------- | ---------------------- | ------ | ------------------------ |
| 2006–07  | San Antonio Spurs      | 58–24  | Vinte le NBA Finals 4–0  |
| 2007–08  | Los Angeles Lakers     | 57–25  | Perse le NBA Finals 2–4  |
| 2008–09  | Los Angeles Lakers     | 65–17  | Vinte le NBA Finals 4–1  |
| 2009–10  | Los Angeles Lakers     | 57–25  | Vinte le NBA Finals, 4–3 |
| 2010–11  | Dallas Mavericks       | 57–25  | Vinte le NBA Finals, 4–2 |
| 2011–12  | Oklahoma City Thunder  | 47–19  | Perse le NBA Finals, 1–4 |
| 2012–13  | San Antonio Spurs      | 58–24  | Perse le NBA Finals, 3–4 |
| 2013–14  | San Antonio Spurs^     | 62–20  | Vinte le NBA Finals, 4–1 |
| 2014–15  | Golden State Warriors^ | 67–15  | Vinte le NBA Finals, 4–2 |
| 2015–16  | Golden State Warriors^ | 73–9   | Perse le NBA Finals, 3–4 |
| 2016–17  | Golden State Warriors^ | 67–15  | Vinte le NBA Finals, 4–1 |
| 2017–18  | Golden State Warriors  | 58–24  | Vinte le NBA Finals, 4–0 |
| 2018–19  | Golden State Warriors  | 57–25  | Perse le NBA Finals, 2–4 |
| 2019–20  | Los Angeles Lakers     | 51–21  | Vinte le NBA Finals, 4–2 |
| 2020–21  | Phoenix Suns           | 52–19  | Perse le NBA Finals, 2–4 |
| 2021–22  | Golden State Warriors  | 53–29  | Vinte le NBA Finals, 4–2 |
| 2022–23  | Denver Nuggets         | 53-29  | Vinte le NBA Finals, 4–1 |

## Vittorie per franchigia
| Squadra                           | Vittorie |
| --------------------------------- | -------- |
| L.A. Lakers                       | 19       |
| S.F. Warriors G.S. Warriors       | 7        |
| San Antonio Spurs                 | 6        |
| Seattle S.Sonics Oklahoma Thunder | 5        |
| Houston Rockets                   | 4        |
| Portland T. Blazers               | 3        |
| Phoenix Suns                      | 3        |
| Dallas Mavericks                  | 3        |
| Utah Jazz                         | 2        |
| Milwaukee Bucks                   | 2        |
| Denver Nuggets                    | 1        |

## Risultati per stagione
| Legenda | Legenda                                                                        |
| ------- | ------------------------------------------------------------------------------ |
| ^       | Indica una squadra che ha vinto le NBA Finals                                  |
| +       | Indica una squadra che ha vinto le Conference Finals ma ha perso le NBA Finals |
| *       | Indica una squadra che si è qualificata per gli NBA Playoffs                   |

### Stagioni 1970–1980
| Stagione | Squadra (record) | Squadra (record) | Squadra (record) | Squadra (record) | Squadra (record) | Squadra (record) | Squadra (record) | Squadra (record) | Squadra (record) | Squadra (record) | Squadra (record) |
| Stagione | 1°               | 2°               | 3°               | 4°               | 5°               | 6°               | 7°               | 8°               | 9°               | 10°              | 11°              |
| -------- | ---------------- | ---------------- | ---------------- | ---------------- | ---------------- | ---------------- | ---------------- | ---------------- | ---------------- | ---------------- | ---------------- |
| 1970–71  | MIL^ (66–16)     | LAL* (48–34)     | CHI* (51–31)     | SFW* (41–41)     | PHX (48–34)      | DET (45–37)      | SDR (40–42)      | SEA (38–44)      | POR (29–53)      | —                | —                |
| 1971–72  | LAL^ (69–13)     | MIL* (63–19)     | CHI* (57–25)     | GSW* (51–31)     | PHX (49–33)      | SEA (47–35)      | HOU (34–48)      | DET (26–56)      | POR (18–64)      | —                | —                |
| 1972–73  | MIL* (60–22)     | LAL+ (60–22)     | CHI* (51–31)     | GSW* (47–35)     | DET (40–42)      | PHX (38–44)      | KCO (36–46)      | SEA (26–56)      | POR (21–61)      | —                | —                |
| 1973–74  | MIL+ (59–23)     | LAL* (47–35)     | CHI* (54–28)     | DET* (52–30)     | GSW (44–38)      | SEA (36–46)      | KCO (33–49)      | PHX (30–52)      | POR (27–55)      | —                | —                |
| 1974–75  | GSW^ (48–34)     | CHI* (47–35)     | KCO* (44–38)     | SEA* (43–39)     | DET* (40–42)     | POR (38–44)      | MIL (38–44)      | PHX (32–50)      | LAL (30–52)      | —                | —                |
| 1975–76  | GSW* (59–23)     | MIL* (47–35)     | SEA* (54–28)     | PHX+ (52–30)     | DET* (44–38)     | LAL (36–46)      | POR (33–49)      | KCK (30–52)      | CHI (27–55)      | —                | —                |
| 1976–77  | LAL* (53–29)     | DEN* (50–32)     | POR^ (49–33)     | GSW* (46–36)     | DET* (44–38)     | CHI* (44–38)     | SEA (40–42)      | KCK (40–42)      | IND (36–46)      | PHX (34–48)      | MIL (30–52)      |
| 1977–78  | POR* (58-24)     | DEN* (50–32)     | PHX* (49–33)     | SEA+ (46–36)     | LAL* (44–38)     | MIL* (44–38)     | GSW (40–42)      | CHI (40–42)      | DET (36–46)      | KCK (34–48)      | IND (30–52)      |
| 1978–79  | SEA^ (52–30)     | KCK* (48–34)     | PHX* (50–32)     | DEN* (47–35)     | LAL* (47–35)     | POR* (45–37)     | SDC (43–39)      | MIL (38–44)      | GSW (38–44)      | IND (38–44)      | CHI (31–51)      |
| 1979–80  | LAL^ (60–22)     | MIL* (48–34)     | SEA* (50–32)     | PHX* (47–35)     | KCK* (47–35)     | POR* (45–37)     | SDC (43–39)      | DEN (38–44)      | GSW (38–44)      | CHI (38–44)      | UTA (31–51)      |

### Stagioni 1980–1990
| Stagione | Squadra (record) | Squadra (record) | Squadra (record) | Squadra (record) | Squadra (record) | Squadra (record) | Squadra (record) | Squadra (record) | Squadra (record) | Squadra (record) | Squadra (record) | Squadra (record) | Squadra (record) | Squadra (record) |
| Stagione | 1°               | 2°               | 3°               | 4°               | 5°               | 6°               | 7°               | 8°               | 9°               | 10°              | 11°              | 12°              | 13°              | 14°              |
| -------- | ---------------- | ---------------- | ---------------- | ---------------- | ---------------- | ---------------- | ---------------- | ---------------- | ---------------- | ---------------- | ---------------- | ---------------- | ---------------- | ---------------- |
| 1980–81  | PHX* (57–25)     | SAS* (52–30)     | LAL* (54–28)     | POR* (45–37)     | KCK* (40–42)     | HOU+ (40–42)     | GSW (39–43)      | DEN (37–45)      | SDC (36–46)      | SEA (34–48)      | UTA (28–54)      | DAL (15–67)      | —                | —                |
| 1981–82  | LAL^ (57–25)     | SAS* (48–34)     | SEA* (52–30)     | DEN* (46–36)     | PHX* (46–36)     | HOU* (46–36)     | GSW (45–37)      | POR (42–40)      | KCK (30–52)      | DAL (28–54)      | UTA (25–57)      | SDC (17–65)      | —                | —                |
| 1982–83  | LAL+ (58–24)     | SAS* (53–29)     | PHX* (53–29)     | SEA* (48–34)     | POR* (46–36)     | DEN* (46–37)     | KCK (46–37)      | DAL (38–44)      | GSW (30–52)      | UTA (30–52)      | SDC (25–57)      | HOU (14–68)      | —                | —                |
| 1983–84  | LAL+ (54–28)     | UTA* (45–37)     | POR* (48–34)     | DAL* (43–39)     | SEA* (42–40)     | PHX* (41–41)     | DEN* (38–44)     | KCK* (38–44)     | GSW (37–45)      | SAS (37–45)      | SDC (30–52)      | HOU (29–53)      | —                | —                |
| 1984–85  | LAL^ (62–20)     | DEN* (52–30)     | HOU* (48–34)     | DAL* (44–38)     | POR* (42–40)     | UTA* (41–41)     | SAS* (41–41)     | PHX* (36–46)     | KCK (31–51)      | SEA (31–51)      | LAC (31–51)      | GSW (22–60)      | —                | —                |
| 1985–86  | LAL* (62–20)     | HOU+ (51–31)     | DEN* (47–35)     | DAL* (44–38)     | UTA* (42–40)     | POR* (40–42)     | SAC* (37–45)     | SAS* (35–47)     | PHX (32–50)      | LAC (32–50)      | SEA (31–51)      | GSW (30–52)      | —                | —                |
| 1986–87  | LAL^ (65–17)     | DAL* (55–27)     | POR* (49–33)     | UTA* (44–38)     | GSW* (42–40)     | HOU* (42–40)     | SEA* (39–43)     | DEN* (37–45)     | PHX (36–46)      | SAC (29–53)      | SAS (28–54)      | LAC (12–70)      | —                | —                |
| 1987–88  | LAL^ (62–20)     | DEN* (54–28)     | DAL* (53–29)     | POR* (53–29)     | UTA* (47–35)     | HOU* (46–36)     | SEA* (44–38)     | SAS* (31–51)     | PHX (28–54)      | SAC (24–58)      | GSW (20–62)      | LAC (17–65)      | —                | —                |
| 1988–89  | LAL+ (57–25)     | UTA* (51–31)     | PHX* (55–27)     | SEA* (47–35)     | HOU* (45–37)     | DEN* (44–38)     | GSW* (43–39)     | POR* (39–43)     | DAL (38–44)      | SAC (27–55)      | LAC (21–61)      | SAS (21–61)      | MIA (15–67)      | —                |
| 1989–90  | LAL* (63–19)     | SAS* (56–26)     | POR+ (59–23)     | UTA* (55–27)     | PHX* (54–28)     | DAL* (47–35)     | DEN* (43–39)     | HOU* (41–41)     | SEA (41–41)      | GSW (37–45)      | LAC (30–52)      | SAC (23–59)      | MIN (22–60)      | CHA (19–63)      |

### Stagioni 1990–2000
| Stagione | Squadra (record) | Squadra (record) | Squadra (record) | Squadra (record) | Squadra (record) | Squadra (record) | Squadra (record) | Squadra (record) | Squadra (record) | Squadra (record) | Squadra (record) | Squadra (record) | Squadra (record) | Squadra (record) |
| Stagione | 1°               | 2°               | 3°               | 4°               | 5°               | 6°               | 7°               | 8°               | 9°               | 10°              | 11°              | 12°              | 13°              | 14°              |
| -------- | ---------------- | ---------------- | ---------------- | ---------------- | ---------------- | ---------------- | ---------------- | ---------------- | ---------------- | ---------------- | ---------------- | ---------------- | ---------------- | ---------------- |
| 1990–91  | POR* (63–19)     | SAS* (55–27)     | LAL+ (58–24)     | PHX* (55–27)     | UTA* (54–28)     | HOU* (52–30)     | GSW* (44–38)     | SEA* (41–41)     | ORL (31–51)      | LAC (32–51)      | MIN (29–53)      | DAL (28–54)      | SAC (25–57)      | DEN (20–62)      |
| 1991–92  | POR+ (57–25)     | UTA* (55–27)     | GSW* (55–27)     | PHX* (53–29)     | SAS* (47–35)     | SEA* (47–35)     | LAC* (45–37)     | LAL* (43–39)     | HOU (42–40)      | SAC (29–53)      | DEN (24–58)      | DAL (22–60)      | MIN (15–67)      | —                |
| 1992–93  | PHX+ (62–20)     | HOU* (55–27)     | SEA* (55–27)     | POR* (51–31)     | SAS* (49–33)     | UTA* (47–35)     | LAC* (41–41)     | LAL* (39–43)     | DEN (36–46)      | GSW (34–48)      | SAC (25–57)      | MIN (19–63)      | DAL (11–71)      | —                |
| 1993–94  | SEA* (63–19)     | HOU^ (58–24)     | PHX* (56–26)     | SAS* (55–27)     | UTA* (53–39)     | GSW* (50–32)     | POR* (47–35)     | DEN* (42–40)     | LAL (33–49)      | SAC (28–54)      | LAC (27–55)      | MIN (20–62)      | DAL (13–69)      | —                |
| 1994–95  | SAS* (62–20)     | PHX* (59–23)     | UTA* (60–22)     | SEA* (57–25)     | LAL* (48–34)     | HOU^ (47–35)     | POR* (44–38)     | DEN* (41–41)     | SAC (39–43)      | DAL (36–46)      | GSW (26–56)      | MIN (21–61)      | LAC (17–65)      | —                |
| 1995–96  | SEA+ (64–18)     | SAS* (59–23)     | UTA* (55–27)     | LAL* (53–29)     | HOU* (48–34)     | POR* (44–38)     | PHX* (41–41)     | SAC* (39–43)     | GSW (36–46)      | DEN (35–47)      | LAC (29–53)      | MIN (26–56)      | DAL (26–56)      | VAN (15–67)      |
| 1996–97  | UTA+ (64–18)     | SEA* (57–25)     | HOU* (57–25)     | LAL* (56–26)     | POR* (49–33)     | MIN* (40–42)     | PHX* (40–42)     | LAC* (36–46)     | SAC (34–48)      | GSW (30–52)      | DAL (24–58)      | DEN (21–61)      | SAS (20–62)      | VAN (14–68)      |
| 1997–98  | UTA+ (62–20)     | SEA* (61–21)     | LAL* (61–21)     | PHX* (56–26)     | SAS* (56–26)     | POR* (46–36)     | MIN* (45–37)     | HOU* (41–41)     | SAC (27–55)      | DAL (20–62)      | VAN (19–63)      | GSW (19–63)      | LAC (17–65)      | DEN (11–71)      |
| 1998–99  | SAS^ (37–13)     | UTA* (37–13)     | POR* (35–15)     | LAL* (31–19)     | HOU* (31–19)     | PHX* (27–23)     | SAC* (27–23)     | MIN* (25–25)     | SEA (25–25)      | GSW (21–29)      | DAL (19–31)      | DEN (14–36)      | LAC (9–41)       | VAN (8–42)       |
| 1999–00  | LAL^ (67–15)     | UTA* (55–27)     | POR* (59–23)     | SAS* (53–29)     | PHX* (53–29)     | MIN* (50–32)     | SEA* (45–37)     | SAC* (44–38)     | DAL (40–42)      | DEN (35–47)      | HOU (34–48)      | VAN (22–60)      | GSW (19–63)      | LAC (15–67)      |

### Stagioni 2000–2010
| Stagione | Squadra (record) | Squadra (record) | Squadra (record) | Squadra (record) | Squadra (record) | Squadra (record) | Squadra (record) | Squadra (record) | Squadra (record) | Squadra (record) | Squadra (record) | Squadra (record) | Squadra (record) | Squadra (record) | Squadra (record) |
| Stagione | 1°               | 2°               | 3°               | 4°               | 5°               | 6°               | 7°               | 8°               | 9°               | 10°              | 11°              | 12°              | 13°              | 14°              | 15°              |
| -------- | ---------------- | ---------------- | ---------------- | ---------------- | ---------------- | ---------------- | ---------------- | ---------------- | ---------------- | ---------------- | ---------------- | ---------------- | ---------------- | ---------------- | ---------------- |
| 2000–01  | SAS* (58–24)     | LAL^ (56–26)     | SAC* (55–27)     | UTA* (53–29)     | DAL* (53–29)     | PHX* (53–29)     | POR* (50–32)     | MIN* (47–35)     | HOU (45–37)      | SEA (44–38)      | DEN (40–42)      | LAC (31–51)      | VAN (23–59)      | GSW (17–65)      | —                |
| 2001–02  | SAC* (61–21)     | SAS* (58–24)     | LAL^ (56–26)     | DAL* (53–29)     | MIN* (53–29)     | POR* (53–29)     | SEA* (50–32)     | UTA* (47–35)     | LAC (45–37)      | PHX (44–38)      | HOU (40–42)      | DEN (31–51)      | MEM (23–59)      | GSW (17–65)      | —                |
| 2002–03  | SAS^ (60–22)     | SAC* (59–23)     | DAL* (60–22)     | MIN* (51–31)     | LAL* (50–32)     | POR* (50–32)     | UTA* (47–35)     | PHX* (44–38)     | HOU (43–39)      | SEA (40–42)      | GSW (38–44)      | MEM (28–54)      | LAC (27–55)      | DEN (17–65)      | —                |
| 2003–04  | MIN* (58–24)     | LAL+ (56–26)     | SAS* (57–25)     | SAC* (55–27)     | DAL* (52–30)     | MEM* (50–32)     | HOU* (45–37)     | DEN* (43–39)     | UTA (42–40)      | POR (41–41)      | GSW (37–45)      | SEA (37–45)      | PHX (29–53)      | LAC (28–54)      | —                |
| 2004–05  | PHX* (62–20)     | SAS^ (59–23)     | SEA* (52–30)     | DAL* (58–24)     | HOU* (51–31)     | SAC* (50–32)     | DEN* (49–33)     | MEM* (45–37)     | MIN (44–38)      | LAC (37–45)      | LAL (34–48)      | GSW (34–48)      | POR (27–55)      | UTA (26–56)      | NOR (18–64)      |
| 2005–06  | SAS* (63–19)     | PHX* (54–28)     | DEN* (44–38)     | DAL+ (60–22)     | MEM* (49–33)     | LAC* (47–35)     | LAL* (45–37)     | SAC* (44–38)     | UTA (41–41)      | NO/OKC (38–44)   | SEA (35–47)      | HOU (34–48)      | GSW (34–48)      | MIN (33–49)      | POR (21–61)      |
| 2006–07  | DAL* (67–15)     | PHX* (61–21)     | SAS^ (58–24)     | UTA* (58–24)     | HOU* (52–30)     | DEN* (45–37)     | LAL* (42–40)     | GSW* (42–40)     | LAC (40–42)      | NO/OKC (39–43)   | SAC (33–49)      | POR (32–50)      | MIN (32–50)      | SEA (31–51)      | MEM (22–60)      |
| 2007–08  | LAL+ (57–25)     | NOH* (56–26)     | SAS* (56–26)     | UTA* (54–28)     | HOU* (55–27)     | PHX* (55–27)     | DAL* (51–31)     | DEN* (50–32)     | GSW (48–34)      | POR (41–41)      | SAC (38–44)      | LAC (23–59)      | MEM (22–60)      | MIN (22–60)      | SEA (20–62)      |
| 2008–09  | LAL^ (65–17)     | DEN* (54–28)     | SAS* (54–28)     | POR* (54–28)     | HOU* (53–29)     | DAL* (50–32)     | NOH* (49–33)     | UTA* (48–34)     | PHX (46–36)      | GSW (29–53)      | MIN (24–58)      | MEM (24–58)      | OKC (23–59)      | LAC (19–63)      | SAC (17–65)      |
| 2009–10  | LAL^ (57–25)     | DAL* (55–27)     | PHX* (54–28)     | DEN* (53–29)     | UTA* (53–29)     | POR* (50–32)     | SAS* (50–32)     | OKC* (50–32)     | HOU (42–40)      | MEM (40–42)      | NOH (37–45)      | LAC (29–53)      | GSW (26–56)      | SAC (25–57)      | MIN (15–67)      |

### Stagioni 2010–2020
| Stagione | Squadra (record) | Squadra (record) | Squadra (record) | Squadra (record) | Squadra (record) | Squadra (record) | Squadra (record) | Squadra (record) | Squadra (record) | Squadra (record) | Squadra (record) | Squadra (record) | Squadra (record) | Squadra (record) | Squadra (record) |
| Stagione | 1°               | 2°               | 3°               | 4°               | 5°               | 6°               | 7°               | 8°               | 9°               | 10°              | 11°              | 12°              | 13°              | 14°              | 15°              |
| -------- | ---------------- | ---------------- | ---------------- | ---------------- | ---------------- | ---------------- | ---------------- | ---------------- | ---------------- | ---------------- | ---------------- | ---------------- | ---------------- | ---------------- | ---------------- |
| 2010–11  | SAS* (61–21)     | LAL* (57–25)     | DAL^ (57–25)     | OKC* (55–27)     | DEN* (50–32)     | POR* (48–34)     | NOH* (46–36)     | MEM* (46–36)     | HOU (43–39)      | PHX (40–42)      | UTA (39–43)      | GSW (36–46)      | LAC (32–50)      | SAC (24–58)      | MIN (17–65)      |
| 2011–12  | SAS* (50–16)     | OKC+ (47–19)     | LAL* (41–25)     | MEM* (41–25)     | LAC* (40–26)     | DEN* (38–28)     | DAL* (36–30)     | UTA* (36–30)     | HOU (34–32)      | PHX (33–33)      | POR (28–38)      | MIN (26–40)      | GSW (23–43)      | SAC (22–44)      | NOH (21–45)      |
| 2012–13  | OKC* (60–22)     | SAS+ (58–24)     | DEN* (57–25)     | LAC* (56–26)     | MEM* (56–26)     | GSW* (47–35)     | LAL* (45–37)     | HOU* (45–37)     | UTA (43–39)      | DAL (41–41)      | POR (33–49)      | MIN (31–51)      | SAC (28–54)      | NOH (27–55)      | PHX (25–57)      |
| 2013–14  | SAS^ (62–20)     | OKC* (59–23)     | LAC* (57–25)     | HOU* (54–28)     | POR* (54–28)     | GSW* (51–31)     | MEM* (50–32)     | DAL* (49–33)     | PHX (48–34)      | MIN (40–42)      | DEN (36–46)      | NOP (34–48)      | SAC (28–54)      | LAL (27–55)      | UTA (25–57)      |
| 2014–15  | GSW^ (67–15)     | HOU* (56–26)     | LAC* (56–26)     | POR* (51–31)     | MEM* (55–27)     | SAS* (55–27)     | DAL* (50–32)     | NOP* (45–37)     | OKC (45–37)      | PHX (39–43)      | UTA (38–44)      | DEN (30–52)      | SAC (29–53)      | LAL (21–61)      | MIN (16–66)      |
| 2015–16  | GSW+ (73–9)      | SAS* (67–15)     | OKC* (55–27)     | LAC* (53–29)     | POR* (44–38)     | DAL* (42–40)     | MEM* (42–40)     | HOU* (41–41)     | UTA (40–42)      | SAC (33–49)      | DEN (33–49)      | NOP (30–52)      | MIN (29–53)      | PHX (23–59)      | LAL (17–65)      |
| 2016–17  | GSW^ (67–15)     | SAS* (61–21)     | HOU* (55–27)     | LAC* (51–31)     | UTA* (51–31)     | OKC* (47–35)     | MEM* (43–39)     | POR* (41–41)     | DEN (40–42)      | NOP (34–48)      | DAL (33–49)      | SAC (32–50)      | MIN (31–51)      | LAL (26–56)      | PHX (24–58)      |
| 2017–18  | HOU* (65–17)     | GSW^ (58–24)     | POR* (49–33)     | OKC* (48–34)     | UTA* (48–34)     | NOP* (48–34)     | SAS* (47–35)     | MIN* (47–35)     | DEN (46–36)      | LAC (42–40)      | LAL (35–47)      | SAC (27–55)      | DAL (24–58)      | MEM (22–60)      | PHX (21–61)      |
| 2018–19  | GSW+ (57–25)     | DEN* (54–28)     | POR* (53–29)     | HOU* (53–29)     | UTA* (50–32)     | OKC* (49–33)     | SAS* (48–34)     | LAC* (48–34)     | SAC (39–43)      | LAL (37–45)      | MIN (36–46)      | MEM (33–49)      | NOP (33–49)      | DAL (33–49)      | PHX (19–63)      |
| 2019–20  | LAL^ (52–19)     | LAC* (49–23)     | DEN* (46–27)     | HOU* (44–28)     | OKC* (44–28)     | UTA* (44–28)     | DAL* (43–32)     | POR* (35–39)     | MEM (34–39)      | PHX (34–39)      | SAS (32–39)      | SAC (31–41)      | NOP (30–42)      | MIN (19–45)      | GSW (15–50)      |

### Stagioni 2020–2030
| Stagione | Squadra (record) | Squadra (record) | Squadra (record) | Squadra (record) | Squadra (record) | Squadra (record) | Squadra (record) | Squadra (record) | Squadra (record) | Squadra (record) | Squadra (record) | Squadra (record) | Squadra (record) | Squadra (record) | Squadra (record) |
| Stagione | 1°               | 2°               | 3°               | 4°               | 5°               | 6°               | 7°               | 8°               | 9°               | 10°              | 11°              | 12°              | 13°              | 14°              | 15°              |
| -------- | ---------------- | ---------------- | ---------------- | ---------------- | ---------------- | ---------------- | ---------------- | ---------------- | ---------------- | ---------------- | ---------------- | ---------------- | ---------------- | ---------------- | ---------------- |
| 2020–21  | UTA* (52–20)     | PHX+ (51–21)     | DEN* (47–25)     | LAC* (47–25)     | DAL* (42–30)     | POR* (42–30)     | LAL* (42–30)     | MEM* (38–34)     | GSW (39–33)      | SAS (33–39)      | NOP (31–41)      | SAC (31–41)      | MIN (23–49)      | OKC (22–50)      | HOU (17–55)      |
| 2021–22  | PHX* (64–18)     | MEM* (56–26)     | GSW^ (53–29)     | DAL* (52–30)     | UTA* (49–33)     | DEN* (48–34)     | MIN* (46-36)     | NOP* (36-46)     | LAC (42–40)      | SAS (34–48)      | LAL (33–49)      | SAC (30–52)      | POR (27–55)      | OKC (24–58)      | HOU (20–62)      |
| 2022–23  | DEN^ (53–29)     | MEM* (51–31)     | SAC* (48-34)     | PHX* (45–37)     | LAC* (44–38)     | GSW* (44–38)     | LAL* (43–39)     | MIN* (42-40)     | NOP (42-40)      | OKC (40–42)      | DAL (38–44)      | UTA (37–45)      | POR (33–49)      | HOU (22–60)      | SAS (22–60)      |
| 2023–24  |                  |                  |                  |                  |                  |                  |                  |                  |                  |                  |                  |                  |                  |                  |                  |